# Pedra d'en Muneret
La Pedra d'en Muneret és un jaciment prehistòric que es troba a Cabrils, el Maresme, al Parc de la Serralada Litoral, descobert el 2005 per Laura Bosch, que encara no ha estat inclòs a l'Inventari del Patrimoni Arqueològic i Paleontològic de Catalunya.

## Descripció
Es tracta d'un gran bloc de granit de 5 x 5 x 4 m fàcilment identificable per ésser el més gran d'aquesta zona.
A la banda sud forma una petita balma que segurament abans era més gran, ja que el sortint es veu trencat. Vora la fractura es poden observar cinc clivelles artificials per inserir-hi tascons, tècnica que ja empraven els romans per trencar la pedra. Aquestes clivelles, l'aspecte del trencament i la presència de petites pedreres modernes en aquesta zona, apunten que probablement va ésser trencada en època moderna per obtenir-ne pedra.
Segurament va ésser un abrigall o un lloc d'enterrament prehistòric, però l'única prova que en tenim és una petita destral de pedra polida trobada el 2005 en una de les escletxes. Ja en temps moderns, aquesta cavitat servia sovint de refugi a en Muneret, el propietari de les vinyes d'aquesta zona. Llegenda o realitat, s'explica que compartia aquest cau amb una serp.

## Accés
És ubicada a Cabrils: situats a la Roca Llobatera, baixem 110 metres fins a entroncar amb una pista que prenem a l'esquerra. Seguim 320 m fins a una altra pista que prenem a la dreta. Continuem 180 m i prenem una pista també a la dreta. A 50 m prenem un camí a la dreta, ample però abandonat. A 140 m veurem dues roques petites a l'esquerra, a uns metres del camí. En aquest punt baixem pel bosc en direcció SE fins a trobar a 40 m la gran roca. Unes restes de paret seca a la part alta i les esmentades clivelles ens ajuden a confirmar que estem en la roca correcta. Coordenades: x=445823 y=4598272 z=278.